# Constitution de l'Islande
Pour l'actuelle Constitution islandaise, voir Constitution islandaise du 17 juin 1944.
Les Constitutions de l'Islande sont les différentes normes écrites qui ont organisé les institutions de l'Islande depuis 1871, d'abord en tant que territoire autonome au sein du Danemark, puis en tant qu'État indépendant et souverain.
L'actuelle constitution en vigueur en Islande est la Constitution de la république d'Islande (Stjórnarskrá lýðveldisins Íslands), approuvée par référendum lors de la fondation de la république en 1944.

## Liste des textes constitutionnels
Les dates indiquées sont les dates d'entrée en vigueur.
- Landshöfðingjatímabilið
  - 2 janvier 1871 : Loi sur la situation constitutionnelle de l'Islande dans la monarchie
  - 1er août 1874 : Loi constitutionnelle sur les affaires particulières de l'Islande
- Heimastjórnartímabilið
  - 1er février 1904 : Loi constitutionnelle sur les affaires particulières de l'Islande, révisée
  - 4 mars 1904 : Loi sur la responsabilité du ministre d'Islande
- Royaume d'Islande
  - 1er décembre 1918 : Acte d'Union dano-islandais
  - 18 mai 1920 : Constitution du royaume d'Islande
- République d'Islande
  - 17 juin 1944 : Constitution de la république d'Islande

## Histoire

### Contexte (avant 1871)
Au XIXe siècle, les mouvements pour l'indépendance gagnent de l'influence, alors que le nationalisme et les demandes d'augmentation des droits civiques s'intensifient en Europe continentale. En juin 1849, le Roi de Danemark Frédéric VII, régnant aussi sur l'Islande, est contraint de céder aux demandes des libéraux et nationalistes, et finit par accorder une Constitution au Danemark, et de facto à l'Islande. Cette constitution abolit la monarchie absolue et établit une monarchie constitutionnelle dans laquelle le pouvoir, parmi d'autres prérogatives, est mis entre les mains d'un parlement élu par le peuple.
Ce changement n'est alors pas bien perçu des Islandais, cette constitution n'ayant effet que sur le Danemark; l'Islande restant une monarchie absolue sous contrôle du souverain danois. Avant 1849, les Islandais avaient leur propre droit concernant leurs affaires intérieures. Mais désormais ce champ d'action tombe sous le joug du parlement sur lequel les Islandais n'ont que peu d'influence. Les Danois n'étaient pas disposés à céder aux demandes d'auto-gouvernance des Islandais, comme établi à l'Assemblée nationale de 1851, car ils pensaient que cela affaiblirait le contrôle du Danemark sur les régions du Schleswig et du Holstein. Mais quand lesdites régions furent annexées par la Prusse en 1867, de nouvelles dispositions furent créées et les stöðulögin (« Lois sur le statut ») furent votées en 1871, fixant le statut de l'Islande par rapport au Danemark.

### Première forme d'autonomie (1871-1904)
Le 5 janvier 1874,  Christian IX, alors Roi de Danemark, participe aux festivités données en faveur du millénaire de la colonisation de l'Islande. Il profite de cette occasion pour accorder à l'Islande sa propre constitution. Cette constitution fut nommée « constitution des dispositions particulières relatives à l'Islande » (Stjórnarskrá um hin sérstaklegu málefni Íslands) ; c'est la base de l'actuelle constitution.

### Royaume indépendant en union personnelle (1918-1944)
En 1918, l'Islande devient juridiquement un État distinct du Danemark, le royaume d'Islande. Les deux pays sont néanmoins liés par un Acte d'Union (sambandslögin) qui leur confère le même roi.
En 1920 le pays reçoit une nouvelle constitution faisant état de ce changement : la « Constitution du royaume d'Islande » ({Stjórnarskrá konungsríkisins Íslands).

### République indépendante et souveraine (depuis 1944)
Au début de l'année 1944, l'Althing décide l'annulation de la loi de relations et s'accorde sur une nouvelle constitution, tout en établissant un référendum sur ces deux éléments, en mai 1944, avec un taux de participation de 98 %. Le résultat est sans appel: la loi de relation avec le Danemark est abrogée par 97 % des votants, et 95 % votent en faveur d'une république. Le 17 juin 1944, l'Althing se réunit à Þingvellir, lieu historique du parlement islandais, pour ratifier la constitution et proclamer la république d'Islande.
La constitution fait de l'Islande une république parlementaire, dont l'église officielle est l'Église d'Islande.
Depuis la ratification de la constitution, il y eut sept lois constitutionnelles d'amendements au total, portant pour la plupart sur la structure des circonscriptions de l'Islande et les conditions d'éligibilité. En 1991, l'organisation de l'Althing est modifiée: le parlement bicaméral devient monocaméral. De plus importantes modifications ont été effectuées en 1995 lorsque la section portant sur les droits de l'homme fut amendée.
Le 27 novembre 2010, une Assemblée constituante est élue : elle est constituée de 25 personnes (15 hommes et 10 femmes) de tous horizons sociaux et politiques. Mais, à la suite d'un recours, la Cour suprême invalide les élections,. Le Parlement décide alors de nommer les 25 candidats qui avaient reçu le plus de votes pour former un conseil constitutionnel, au rôle équivalent à l'Assemblée constituante prévue. Pendant quatre mois, ce conseil travaille sur un projet de nouvelle constitution. Via les réseaux sociaux et un site web dédié, le peuple est invité à contribuer à la rédaction du texte. Le 20 octobre 2012, lors d'un référendum les Islandais doivent se prononcer sur six propositions incluses dans le projet. 66 % des votants s'y déclarent favorables, mais seulement 49 % des électeurs se sont déplacés aux urnes. Malgré ce soutien populaire, le Parlement tarde à mettre le texte à l'ordre du jour et complique même son adoption par des dispositions nécessitant les deux tiers des votes des députés et 40 % du vote populaire pour toute modification de la Constitution. Selon l'un des 25 membres du conseil constitutionnel, Thorvaldur Gylfason, le parlement assassine le projet ; par ailleurs la Première ministre sortante, à l'origine du projet, Jóhanna Sigurðardóttir, déclare que c'est le jour le plus triste de ses 35 ans au Parlement. Le projet est enterré en 2013 après les élections législatives qui consacrent la victoire du Parti de l'indépendance (droite) et du Parti du progrès (centriste et agrarien).[réf. nécessaire]